# Patoruzú (revista)
Patoruzú fue un semanario humorístico publicado en la Argentina por Editorial Dante Quinterno desde 1936 a 1977.

## Trayectoria
La revista apareció por primera vez el 12 de noviembre de 1936, aprovechando el éxito del personaje homónimo. Comenzó recopilando historietas anteriores de Patoruzú, antes de convertirse en una publicación general que acogía humor escrito, comentarios de actualidad en tono jocoso y otras historietas: 
| Años            | Números | Título             | Guionista       | Dibujante         |
| --------------- | ------- | ------------------ | --------------- | ----------------- |
| 12/11/1936      | 1-      | Patoruzú           | Dante Quinterno | Dante Quinterno   |
| 12/1936-03/1938 | 2-      | Hernán el Corsario |                 | José Luis Salinas |
|                 |         | El gnomo Pimentón  | Oscar Blotta    | Oscar Blotta      |
| 1938            |         | Mi sobrino Capicúa | Adolfo Mazzone  | Adolfo Mazzone    |
| 1940-           |         | Isidoro Cañones    | Dante Quinterno | Dante Quinterno   |
| 11/1941-        |         | Piantadino         | Adolfo Mazzone  | Adolfo Mazzone    |
| 1946            |         | Bólido             | Eduardo Ferro   | Eduardo Ferro     |

Nacida como mensual, duplicó rápidamente su frecuencia de publicación, y pocos meses más tarde se editaba semanalmente. Con una tirada de hasta 300 000 ejemplares, constituía una de las más importantes publicaciones del mercado nacional. Duraría hasta abril de 1977, cuando apareció el n.º 2045.